# Триплет (линза)

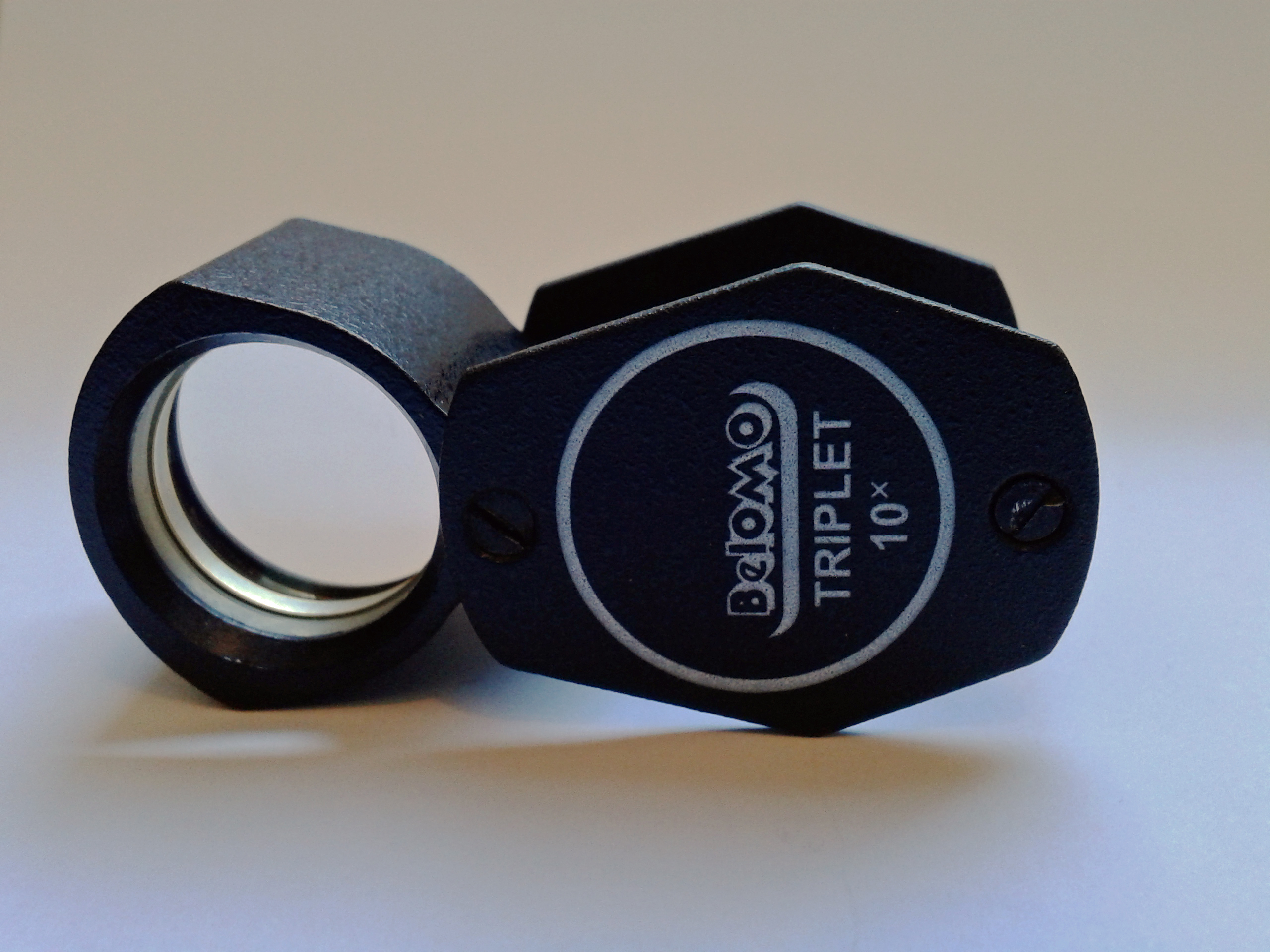
Ювелирная лупа БелОМО, выполненная по схеме склеенного триплета

Трипле́т (от лат. triplus — тройной) — объектив или элемент оптической системы, состоящий из трёх линз. Линзы могут быть как склеены друг с другом, так и разделены воздушными промежутками. Трёх линз достаточно для исправления всех аберраций, поэтому Триплет считается простейшим анастигматом. Светосила таких объективов может достигать высоких значений при угловом поле до 60°. Наиболее рациональной является конструкция триплета, предложенная ещё Гауссом, и в которой одна отрицательная линза расположена между двумя положительными.
В 1893 году англичанин Гарольд Тейлор (англ. Harold Dennis Taylor) сконструировал склеенный триплет, получивший название «апохромат Тейлора». В таком объективе, предназначавшемся для телескопов, была в совершенстве исправлена хроматическая аберрация. Однако, самую широкую известность в мировом объективостроении получил рассчитанный через год этим же оптиком Триплет Кука, линзы которого разделены воздушными промежутками. Объектив оказался настолько удачным и простым, что по истечении срока патентных ограничений начал воспроизводиться большинством оптических фирм, и используется в фотографии и кинематографе до сих пор. Меньшую известность получил Триплет Гастингса, состоящий из трёх склеенных линз, и получивший некоторое распространение в окулярах.
Склеенные триплеты обладают более низким светорассеянием, поскольку имеют всего две границы воздух/стекло. Такие линзы используются как самостоятельно, так и в качестве апохроматических компонентов современных сложных объективов. Большинство ювелирных луп являются склеенными триплетами, состоящими из двух собирающих линз, между которыми расположена рассеивающая.